# 경기국제통상고등학교
경기국제통상고등학교(京畿國際通商高等學校)는 대한민국 경기도 부천시 원미구 중동에 있는 공립 고등학교이다.

## 학교 연혁
- 1994년 11월 1일 : 부명정보산업고등학교 설립 인가(36학급) (상업과, 정보처리과, 사무자동화과, 유통경제과)
- 1995년 3월 1일 : 초대 최영태 교장 취임
- 1995년 3월 4일 : 제1회 입학식
- 1996년 12월 20일 : 교사동, 실습실 완공
- 1997년 6월 27일 : 육상부 창단식 및 합숙소 준공식
- 1998년 2월 12일 : 제1회 졸업식
- 1998년 9월 30일 : 교육부지정 인터넷활용 교육시범학교 연구발표 (2차)
- 2004년 5월 28일 : 특별실 및 다목적 체육관 준공식
- 2006년 7월 11일 : 축구부 창단
- 2010년 8월 1일 : 특성화고등학교 승인 (국제통상외국어과 3학급, 국제경영정보과 5학급, 관광비즈니스과 3학급, 국제홍보디자인과 3학급)
- 2010년 8월 21일 : 학교 직영 두리관(급식소) 완공
- 2011년 3월 1일 : 경기국제통상고등학교 교명 변경 승인
- 2011년 3월 15일 : 자기주도학습실(꿈마루 60석) 구축
- 2013년 11월 1일 : 학급감축 및 학과개편 승인 (국제통상외국어과 3학급, 국제경영정보과 3학급, 국제관광경영과 3학급, 국제회계정보과 3학급)
- 2018년 9월 2일 : 경기도교육청 도제학교 운영(2학년 국제통상외국어과 1학급)
- 2023년 9월 1일 : 제6대 김상백 교장 취임
- 2024년 1월 5일 : 제27회 졸업식(144명, 졸업생 누계 11,384명)
- 2024년 3월 4일 : 제30회 입학식(185명 입학)

## 설치 학과
- 국제관광경영과
- 국제회계정보과
- 국제통상외국어과
- 국제경영정보과
- 스마트경영과
- 스마트물류플랫폼과

## 참고 자료
- 경기국제통상고등학교 - 한국교육학술정보원 학교알리미